# Gudusia chapra
Gudusia chapra és una espècie de peix pertanyent a la família dels clupeids present a l'Índia, Bangladesh, el Nepal i el Pakistan, incloent-hi els rius Ganges i el Brahmaputra. És un peix d'aigua dolça, pelàgic, potamòdrom i de clima subtropical (30°N-17°N).
Pot arribar a fer 20 cm de llargària màxima.
Les seues principals amenaces són la sobrepesca i la sedimentació causada per la desforestació i les pràctiques agrícoles locals.
És inofensiu per als humans.